# Higuera de Vargas (kommunhuvudort)
Higuera de Vargas är en kommunhuvudort i Spanien.   Den ligger i provinsen Provincia de Badajoz och regionen Extremadura, i den sydvästra delen av landet, 400 km sydväst om huvudstaden Madrid. Higuera de Vargas ligger 358 meter över havet och antalet invånare är 2 168.
Terrängen runt Higuera de Vargas är huvudsakligen platt, men österut är den kuperad. Terrängen runt Higuera de Vargas sluttar västerut. Runt Higuera de Vargas är det glesbefolkat, med 13 invånare per kvadratkilometer. Närmaste större samhälle är Oliva de la Frontera, 19,6 km söder om Higuera de Vargas. 